# Louis Balbach
Louis Balbach, né le 23 mai 1896 à San José et mort le 11 octobre 1943 à Portland, est un plongeur américain.

## Biographie
Louis Balbach remporte l'épreuve de plongeon de l'Exposition universelle de 1915. Aux Jeux olympiques de 1920 organisés à Anvers (Belgique), il termine au 6e rang de l'épreuve des plongeons variés et remporte la médaille de bronze des plongeons du tremplin. Après ses études à l'Université Columbia, il devient avocat à Portland.

## Palmarès
- Jeux olympiques de 1920
  -  Plongeons du tremplin